# عبد العزيز بن فهد بن معمر
الأمير عبد العزيز بن فهد بن معمر (1906 - 1988) (هجري 1327-1409) أحد أمراء آل معمر في عهد الملك عبد العزيز. يعود نسبه إلى بني سعد بن زيد مناة بن تميم. ولد الأمير عبد العزيز في مدينة عنيزة أثناء إمارة والده للقصيم، تزوج والده الأمير فهد بن عبد العزيز بن معمر من نورة بنت صالح بن معمر، فأنجبت له عبد العزيز وهو الابن الوحيد.

## طفولته وتعليمه
تلقى تعليمه على يد محمد بن هويمل. فتعلم القراءة والكتابة وختم القرآن الكريم، كانت القصيم في تلك الفترة ساحة معارك طاحنة مع قوات حائل فتأثر بالجو المحيط به وفأظهر اهتماماً بتلك المعارك وصحب والده في أكثر من غزوة وسرية وأكسبه التصاقه بوالده حب الكفاح والشجاعة فتعلم الرماية وركوب الخيل، وكان مع والده أثناء حصار حائل، كان عمره 12 سنة عندما قتل والده عام 1339هـ وبعد ذلك أقام فترة قصيرة في بريدة ثم انتقل إلى الرياض، وكان محط عناية الملك عبد العزيز الشخصية وفاء لوالده رفيق جهاده وأحد قادته المخلصين، أمر الملك عبد العزيز بإسكانه في أحد المنازل القريبة من قصره واعتبره ابناً له ورباه مع ابنيه الأمير محمد والملك خالد، وكان يتردد على مجلس الملك عبد العزيز بشكل دائم.

## حياته وإمارته
لما رأى الملك عبد العزيز منه الذكاء والقدرة والكفاءة على تحمل المسؤولية أمر بتعينه قائداً لفرقة من الفرسان أثناء حصار جدة عامي 1343هـ، 1344هـ وكان عمره آنذاك 17 عاماً فشارك في حصار جدة إلى أن دخلها مع الملك عبد العزيز بعد حصار دام عاماً كاملاً. كما شارك كفارس في معركة السبلة عام 1347هـ وشارك أيضا مع الأمير محمد بن عبد العزيز أثناء مطاردة فلول المنهزمين في تلك المعركة.
وفي 21 صفر من عام 1348هـ أصدر الملك عبد العزيز أمرا بتعيينه أميراً لينبع خلفاً لصالح العصيمي، ثم نقل من ينبع وعين أميراً لجدة في 21 ربيع الثاني 1351هـ، ثم عين أميراً للطائف في 1 ربيع الأول 1354هـ، خلفاً لأمير الطائف السابق الأمير عبد اللّه بن محمد بن معمر.

## صفاته
كان الأمير عبد العزيز طويل القامة وسيما مهاباً شهماً كريماً، وكان ذا جلد وصبر، وحلم وتواضع وعزة نفس، رثاه الأستاذ عبد الرحمن بن فيصل بن معمر حيث قال فيه:
| عبد العزيز بن فهد بن معمر | كان المرحوم في شبابه ومطلع حياته يضرب به المثل في النباهة ويقظة الحس وحسن الجواب، كان وسيماً يفرع أقرانه يعلو صهوات الجياد ويرمي بالسلاح ويسابق الأقران، ويتقدم أمثاله من الشبان كان جسور القلب بلا تردد ذرب اللسان بلا تلكؤ ، يملأ المكان الذي يدخله والمنصب الذي يشغله كان مهاباً لا هياباً، كان راجح العقل رزين التصرف عميق التأمل ثقيلاً في الميزان خفيفاً على الروح والأذهان ، متواضعاً في غير ضعه حليماً وقت الحلم قوياً ساعة القوة واسع الحيلة بعيد النظر، كان ذكياً لماحاً صاحب فراسة لا تخطئ وفطنه لا تخيب | عبد العزيز بن فهد بن معمر |

كان أيضا مخلصاً نشيطاً ساهراً على المصلحة العامة. تحدث عن مآثره كل من سعد الرويشد وعبد الله بن خميس في صحيفة عكاظ، وتحدث عنه أيضا في صحيفة الجزيرة كل من عبد المغني أمين وعبد اللّه بن محمد بن مجفل أمير عشيرة الذي رثاه قائلا:

## أسرته
تزوج الأمير عبد العزيز من (حصة بنت عبد الله بن محمد بن معمر) وأنجب منها:
- الأميرة الجوهرة بنت عبد العزيز بن فهد بن معمر: تزوجت من عبد الرحمن بن فيصل بن عبد الرحمن بن معمر.

كما تزوج من (الجوهرة بنت عبد العزيز آل مقبل) وانجب منها:
- فهد بن عبد العزيز بن فهد بن معمر: أمير الطائف.
- عبد الله بن عبد العزيز بن فهد بن معمر: وزير الزراعة والمياه والسفير السابق في دولة الإمارات.
- محمد بن عبد العزيز بن فهد بن معمر: عضـو مجـلس الشورى ووكيل وزارة النقل السابق.
- سعود بن عبد العزيز بن فهد بن معمر: توفي في شبابه.
- الأميرة طرفة بنت عبد العزيز بن فهد بن معمر: تزوجت من الملك فهد بن عبد العزيز آل سعود، وأنجبت منه الأميرة لولوة (والدة الأمير فيصل بن خالد بن سلطان بن عبد العزيز).
- الأميرة نورة بنت عبد العزيز بن فهد بن معمر: تزوجت من الأمير ناصر بن عبد العزيز آل سعود، وأنجبت منه الأمير ثامر والأميرة هيفاء.
- الأميرة منيرة بنت عبد العزيز بن فهد بن معمر: تزوجت من الأمير مشهور بن عبدالعزيز آل سعود.

وتزوج من نوره الشبيلي وأنجب منها:
- الأميرة حصه بنت عبد العزيز بن فهد بن معمر: تزوجت من عبد الرحمن بن عبد العزيز بن عبد الرحمن بن معمر. وأنجبت منه الدكتور خالد.

توفي للأمير عبد العزيز بن فهد عدد من الأبناء أثناء حياته منهم فهد الأول وعبد الرحمن ومحمد الأول الذين ماتوا صغاراً. [بحاجة لمصدر]

## وفاته
أثناء إمارته للطائف أصيب بمرض، فسافر لتلقي العلاج في الهند، ولكن الأدوية التي استخدمها في الهند اثرت بشكل سلبي عليه حيث سببت له ضعفا تدريجيا في حاسة السمع. سافر بعدها إلى الولايات المتحدة لاستكمال العلاج فلم تتحسن حالته، فعاد إلى الطائف وصبر واحتسب وقام بأعباء الإمارة ومسؤولياتها مدة طويلة، إلى أن أحيل إلى التقاعد بناءا على طلبه عام 1384هـ، أحب عبد العزيز الطائف فاتخذها سكناً له، فكان يستقبل الناس ويسهم في حل مشاكلهم، كان له دار ضيافة يستقبل ضيوفه فيها ويسكنهم بها، وعين من يخدمهم وهيأ أسباب الراحة لهم.
توفي الأمير عبد العزيز بن فهد بن معمر بعد أن تمكن منه المرض عصر يوم السبت الموافق 12 رجب 1409هـ (18 فبراير 1989). وصلى عليه ظهر اليوم التالي في مسجد ابن العباس، وشارك في الصلاة عليه وتشييعه عدد كبير من أفراد أسرته والمسؤولين والأعيان وأهالي الطائف والقرى المحيطة بها.